# III. Zimske olimpijske igre – Lake Placid 1932.
III. Zimske olimpijske igre su održane 1932. godine Lake Placidu, u SAD-u, Igre su prvotno planirane u mjestu Big Pines u državi California, ali su zbog loše situacije s vremenom i nedostatka snijega prebačene u Lake Placid.
Kako su Igre bile održane u vrijeme velike ekonomske krize koje je tada vladala bilo je dosta poteškoća u organizaciji, koje su dijelom popravile privatne donacije.
U natjecateljskom programu su se istaknuli sljedeći pojedinci i momčadi:
- Sonja Henie iz Norveške je obranila naslov olimpijske pobjednice s prošlih Igara u umjetničkom klizanju. Naslov je obranio i francuski klizački par Andrée i Pierre Brunet. Međutim, klizač Gillis Grafström iz Švedske nije uspio u pohodu na svoju četvrtu uzastopnu zlatnu medalju (on je imao zlato s prva dva izdanja ZOI, ali i s Ljetnih igara 1920 kad je klizanje na ledu još bilo u programu ljetnih igara) ali nije uspio: ovdje je osvojio 'samo' srebro, iza Austrijanca Karla Schäfera.
- Jedan od članova pobjedničkog boba četverosjeda, momčadi SAD je bio i Eddie Eagan. Kako je Eagan ranije osvojio zlatnu medalju u boksu na Igrama u Antwerpenu 1920 time je postao prvi, a do današnjeg dana i jedini športaš u povijesti kojem je pošlo za rukom biti pobjednik i na ljetnim i na zimskim olimpijskim igrama.

## Popis športova
| - bob - brzo klizanje - hokej na ledu - umjetničko klizanje |  | - nordijsko skijanje: - skijaško trčanje - nordijska kombinacija - skijaški skokovi |

Demonstracijski športovi su bili curling, utrke psećih zaprega te brzo klizanje za žene.

## Popis podjele medalja
(Medalje domaćina posebno istaknute)
| Zimske olimpijske igre Lake Placid 1932. | Zimske olimpijske igre Lake Placid 1932. | Zimske olimpijske igre Lake Placid 1932. | Zimske olimpijske igre Lake Placid 1932. | Zimske olimpijske igre Lake Placid 1932. | Zimske olimpijske igre Lake Placid 1932. |
| ---------------------------------------- | ---------------------------------------- | ---------------------------------------- | ---------------------------------------- | ---------------------------------------- | ---------------------------------------- |
| Plasman                                  | Država                                   | Zlato                                    | Srebro                                   | Bronca                                   | Ukupno                                   |
| 1                                        | SAD                                      | 6                                        | 4                                        | 2                                        | 12                                       |
| 2                                        | Norveška                                 | 3                                        | 4                                        | 3                                        | 10                                       |
| 3                                        | Kanada                                   | 1                                        | 1                                        | 5                                        | 7                                        |
| 4                                        | Švedska                                  | 1                                        | 2                                        | 0                                        | 3                                        |
| 5                                        | Finska                                   | 1                                        | 1                                        | 1                                        | 3                                        |
| 6                                        | Austrija                                 | 1                                        | 1                                        | 0                                        | 2                                        |
| 7                                        | Francuska                                | 1                                        | 0                                        | 0                                        | 1                                        |
| 8                                        | Švicarska                                | 0                                        | 1                                        | 0                                        | 1                                        |
| 9                                        | Njemačka                                 | 0                                        | 0                                        | 2                                        | 2                                        |
| 10                                       | Mađarska                                 | 0                                        | 0                                        | 1                                        | 1                                        |
|                                          |                                          |                                          |                                          |                                          |                                          |
| Ukupno                                   | Ukupno                                   | 14                                       | 14                                       | 14                                       | 42                                       |